# Luigi Ossola
Luigi Ossola, detto Cicci (Varese, 9 giugno 1938 – Varese, 7 luglio 2018), è stato un calciatore, cestista e dirigente sportivo italiano, di ruolo difensore.

## Biografia
Era fratello germano di Aldo Ossola, cestista internazionale, e fratello consanguineo di Franco, morto a Superga nel 1949 con il Grande Torino.
Prima di diventare calciatore, anche Luigi, come il fratello, giocò a basket nella Robur et Fides Varese.
Giocò per quattro stagioni in Serie A, due con la maglia del Varese e due con quella della Roma.

## Palmarès

### Giocatore

#### Competizioni nazionali
- Serie C: 1

Varese: 1962-1963
- Serie B: 2

Varese: 1963-1964
Mantova: 1970-1971